# Klaus Herdzina
Klaus Herdzina (* 10. September 1940 in Liegnitz, Kreis Liegnitz, Provinz Niederschlesien; † 13. Januar 2022 in Stuttgart) war ein deutscher Wirtschaftswissenschaftler und Hochschullehrer.

## Leben und Wirken
Klaus Herdzina studierte nach seiner 1960 erfolgten Reifeprüfung am Geschwister-Scholl-Gymnasium Düsseldorf  von 1962 bis 1966 Volkswirtschaftslehre an den Universitäten München und Köln. Nach seiner Prüfung zum Diplom-Volkswirt 1966 an der Universität Köln promovierte er dort 1970 zum Dr. rer. pol. bei Theodor Wessels. In Köln war er seit 1967 als wissenschaftlicher Assistent tätig. Anschließend wechselte er 1971 als wissenschaftlicher Assistent an die Universität Hohenheim, habilitierte sich dort 1978 und war an dieser Hochschule ab 1980 als Professor tätig. Er übernahm außerdem  Lehrstuhlvertretungen an den Universitäten Marburg (1981/82), Jena (1991). Im Jahre 2005 trat er in den Ruhestand. Außerdem wirkte er als Lehrer und Prüfer an der Württembergischen Verwaltungs- und Wirtschaftsakademie (VWA).
Herdzina beschäftigte sich insbesondere mit der Wettbewerbstheorie und -politik. Seine Lehrbücher über Wettbewerbspolitik und die Einführung in die Mikroökonomik wurden mehrfach neu aufgelegt. Außerdem arbeitete er über die wirtschaftliche Entwicklung des ländlichen Raumes, insbesondere in der Region Neckar-Alb.

## Schriften (Auswahl)
- Konzept und Voraussetzungen des funktionsfähigen Wettbewerbs. Eine Auseinandersetzung mit den Hauptthesen der jüngeren Wettbewerbstheorie. Dissertation Universität Köln 1970.
- (Hrsg.): Wettbewerbstheorie (= Neue wissenschaftliche Bibliothek, Bd. 77). Kiepenheuer & Witsch, Köln 1975, ISBN 3-462-01055-7.
- Wirtschaftliches Wachstum, Strukturwandel und Wettbewerb (= Quaestinones oeconomicae, Bd. 7). Duncker & Humblot, Berlin 1981, ISBN 3-428-04992-6 (= Habilitationsschrift Universität Hohenheim).
- (mit Bernd Nolte): Die Entwicklung einer zieladäquaten Infrastruktur für die Raumkategorien des ländlichen Raumes. Europäische Forschungsstelle für den Ländlichen Raum, Univ. Hohenheim, Stuttgart 1995.
- (mit Bernd Blessin): Strategische Unternehmensführung als Erfolgsfaktor im Wettbewerb. Kleine und mittlere Unternehmen der Region Neckar-Alb im Strukturwandel. Europäische Forschungsstelle für den Ländlichen Raum, Univ. Hohenheim, Stuttgart 1996.
- (mit Bernd Nolte): Regionalentwicklung und Strukturwandel – Problemlagen und Entwicklungschancen in der Region Neckar-Alb. 2. Aufl. Universität Hohenheim, EFLR, Stuttgart 1998.
- Wettbewerbspolitik (= UTB, Bd. 1294). Fischer, Stuttgart 1984, ISBN 3-437-40142-4 (5. Aufl. Lucius & Lucius, Stuttgart 1999, ISBN 978-3-8252-1294-0).
- Möglichkeiten und Grenzen einer wirtschaftstheoretischen Fundierung der Wettbewerbspolitik (= Vorträge und Aufsätze / Walter-Eucken-Institut, Bd. 116). Mohr, Tübingen 1988, ISBN 3-16-345311-2.
- Einführung in die Mikroökonomik. Vahlen, München 1989, ISBN 3-8006-1433-2 (12. Aufl. mit Stephan Seiter 2015, ISBN 978-3-8006-4920-4).

Festschrift
- Helmut Walter (Hrsg.): Wachstum, Strukturwandel und Wettbewerb. Festschrift für Klaus Herdzina. Lucius & Lucius, Stuttgart 2000, ISBN 3-8282-0146-6